# 三色狸藻
三色狸藻（学名：Utricularia tricolor）为狸藻属多年生中型至大型陆生食虫植物。其种加词“tricolor”来源于拉丁文“tri-”和“color”，意为“三”和“颜色”，指其花朵具紫黄白三色。三色狸藻为南美洲的特有种，存在于阿根廷、巴西、玻利维亚、哥伦比亚、巴拉圭、乌拉圭和委内瑞拉。其为二倍体，染色体数为2n=28。

## 外部連結
- 食虫植物照片搜寻引擎中三色狸藻的照片（页面存档备份，存于）

 维基共享资源上的相關多媒體資源：三色狸藻
 維基物種上的相關：三色狸藻